# 德州广播电视台
德州广播电视台，是中华人民共和国山东省一家以德州市为主要播出地区的广播电视播出机构，也是中共德州市委、德州市人民政府的喉舌。由原德州电视台、德州人民广播电台、大略网整合，其中电视台成立于1987年12月1日，电台成立于1981年6月24日。

## 电视频道
- 新闻频道
- 公共频道[2]

## 广播频率
- 新闻综合广播（AM1098 FM104.1）
- 文艺生活广播（AM1008 FM92.9）
- 交通音乐广播（AM1341 FM94.1）